# Luzula antarctica
Luzula antarctica är en tågväxtart som beskrevs av Joseph Dalton Hooker. Luzula antarctica ingår i Frylesläktet som ingår i familjen tågväxter. Inga underarter finns listade i Catalogue of Life.